# Per Johan Lagergren
Per Johan Lagergren, född 4 september 1797 i Falkenbergs församling, Hallands län, död 14 oktober 1856 i Stockholm (folkbokförd i  Sankt Olofs församling, Östergötlands län), var en svensk ämbetsman och politiker.
Per Johan Lagergren var son till borgmästaren i Falkenberg Johan Lagergren och hans hustru Johanna Brita Hammarstrand. Efter akademiska studier vid Uppsala universitet och Lunds universitet började Lagergren sin ämbetsmannabana 1820 i Svea hovrätt och kammarkollegium. Han befordrades snart till extra fiskal, ordinarie fiskal, advokatfiskal och slutligen 1830 till assessor. 1836 utnämndes han till justitieborgmästare i Norrköpings stad. 1840-1851 var han representant för Norrköping vid riksdagen och ledare av riksdagens konservativa fraktion. Efter att ha avböjt ett anbud att bli konsultativt statsråd 1851 utsågs han till borgarståndets talman vid riksdagen 1853-54. På väg till 1856 års riksdag för att åter föra talmansklubban dog han av slag.
Norrköpings stad bekostade hans gravvård och instiftade till hans minne Lagergrenska fonden att utdelas till pension åt änkor efter stadens ämbetsmän.
Lagergren var sedan 1835 gift med Beata Kristina Pihler.